# باشگاه فوتبال دارتفورد
باشگاه فوتبال دارتفورد (به انگلیسی: Dartford Football Club) یک باشگاه فوتبال در شهر دارتفورد، کشور انگلستان است که در سال ۱۸۸۸ میلادی تأسیس شده‌است.